# Festival de Roskilde

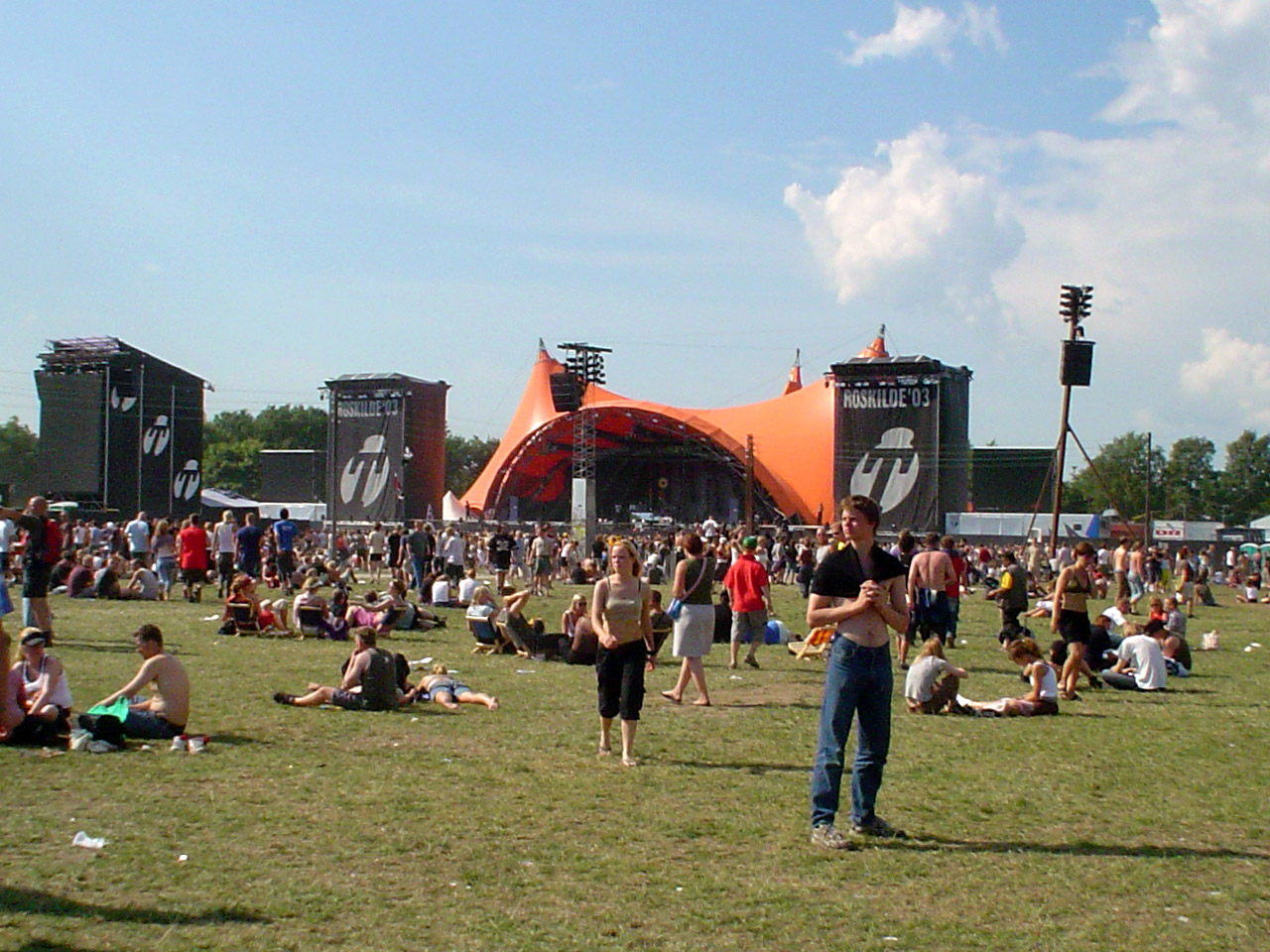
Festival de Roskilde 2003.

El Festival de Roskilde es un festival de música anual que se celebra en la ciudad danesa de Roskilde. Fue creado en 1971 y se ha convertido en uno de los dos mayores festivales de Europa, junto con el Festival de Glastonbury. 

## Historia
Inspirándose en grandes festivales, como el de Woodstock de 1969, dos estudiantes, Mogens Sandfær y Jesper Switzer Møller, crearon el Festival de Roskilde en 1971 inspirados en las tiendas de campaña. Contaron con la ayuda del promotor Carl Fischer.
El 30 de junio del año 2000 mientras actuaba la banda estadounidense Pearl Jam nueve personas perdieron la vida al ser aplastadas por la multitud que se abalanzaba sobre el escenario. Esto hizo que se extremaran las medidas de seguridad para el festival de 2001. También se creó un monumento en memoria de los fallecidos, se trata de nueve árboles y una piedra con la inscripción How fragile we are (Qué frágiles somos).

## Ediciones anteriores
Algunos de los grupos que han actuado en el festival son:
- 1991: Deee-Lite, Primus
- 1992: Pearl Jam, Faith No More, Nirvana, Megadeth
- 1993: Ray Charles, Velvet Underground, Bad Religion
- 1994: Aerosmith, Rage Against the Machine, ZZ Top, Peter Gabriel
- 1995: Bob Dylan, Silverchair, Elvis Costello, The Cure, Suede, R.E.M., Van Halen, Oasis, These Animal Men
- 1996: David Bowie, Sex Pistols, Red Hot Chili Peppers, The Flaming Lips, Rage Against the Machine
- 1997: Suede, Radiohead, Smashing Pumpkins, Nick Cave, Supergrass, Erasure, The Prodigy, John Fogerty, Anni DiFranco.
- 1998: Garbage, Bob Dylan
- 1999: R.E.M., Blur, Robbie Williams, Metallica, Suede, Marilyn Manson, The Chemical Brothers, Culture Club
- 2000: Pearl Jam, Lou Reed
- 2003: Metallica, Blur, Electric Eel Shock, Coldplay, Björk, Massive Attack, Karamelo Santo, The Streets, Iron Maiden, Queens of the Stone Age.
- 2004: Iggy Pop and the Stooges, Carlos Santana, Fatboy Slim, Wu-Tang Clan y Morrissey. David Bowie estaba anunciado pero fue cancelado por problemas de salud, su puesto fue cubierto por Slipknot.
- 2005: Audioslave, Autechre, Snoop Dogg, Black Sabbath, D-A-D, Duran Duran, Foo Fighters, Green Day, Brian Wilson, Fantômas, Kent, Sonic Youth.
- 2006: Bob Dylan, Roger Waters, Guns N' Roses, Tool, The Strokes, Deftones, Morrissey, Franz Ferdinand, Kanye West, Placebo, Arctic Monkeys, Sigur Rós, The Streets.
- 2007: Red Hot Chili Peppers, The Who, My Chemical Romance, The Killers, Beastie Boys, Björk & Slayer
- 2008: Neil Young, Slayer, Judas Priest, Radiohead, Kings of Leon
- 2009: Slipknot, Coldplay, Oasis

- 2011: Iron Maiden, Kings of Leon, My Chemical Romance, Arctic Monkeys
- 2012: The Cure, Björk, Bon Iver, Mew, The Roots, Jack White, Bruce Springsteen.
- 2013: Metallica, Slipknot, Queens of the Stone Age, Kraftwerk, The National y Sigur Rós.